# Canal de Jonction
Le canal de Jonction, ou canal de la Jonction avec la Robine, est  un canal français qui relie le canal du Midi à la Méditerranée via le canal de la Robine, Narbonne et Port-la-Nouvelle, l'ensemble constituant une branche latérale du canal du Midi appelée embranchement de La Nouvelle.

## Parcours
Le canal est entièrement situé sur la commune de Sallèles-d'Aude. Il mesure 5 km de long, son tracé est totalement rectiligne et il comporte sept écluses (aujourd'hui automatisées) sur son parcours afin de racheter une dénivellation de plus de 23 mètres. 
Il permet de joindre le canal du Midi à l'Aude, puis au canal de la Robine, et constitue le trait d'union entre le canal du Midi et Narbonne, puis Port-la-Nouvelle et la Méditerranée.
Construit au départ selon les normes de Riquet, il a été mis plus tard au gabarit Freycinet. L'alimentation en eau du canal est assurée par le canal du Midi. Une grande partie de son parcours est bordée de pins parasols sur chaque rive.
La jonction avec le canal de la Robine oblige à une courte navigation sur l'Aude (800 m) entre les écluses de Gailhousty et Moussoulens. Le franchissement est soutenu par le seuil (ou chaussée) de Moussoulens (datant du XVe siècle) qui garantit un mouillage suffisant — et assure une prise d'eau pour l'alimentation du canal de la Robine — en période d'étiage. Le déversoir associé à l'écluse de garde de Moussoulens permet l'écrêtage en période de crue.
Le halage étant interrompu, la traversée de l'Aude à cet endroit s'effectuait par un filin tendu entre les deux rives (bac à traille aujourd'hui disparu mais dont il subsiste les pylônes).

## Histoire
Après la mise en service du canal du Midi en 1682 et celui de la Robine quelques années après, les marchandises devaient transiter par la route de Narbonne jusqu'au Somail pour relier les deux voies navigables, ce qui pénalisait les ports de pêche du sud de l'Aude.
D'après le premier projet, le canal du Languedoc devait déboucher en Méditerranée, en entrant dans l'Aude vis-à-vis de la Robine, en se servant de l'ancien lit du fleuve, pour rejoindre la mer au grau de La Nouvelle, mais le tracé initial fut modifié pour prolonger le canal jusqu'à l'étang de Thau.
La ville de Narbonne, privée du passage du canal du Languedoc dans ses murs, obtint toutefois une promesse de construction d'une écluse dans la chaussée de la rivière de la Cesse, pour entrer dans celle de l'Aude, et au-delà passer à Narbonne par la Robine, promesse qui figurait dans l'article 20 du devis présenté en 1668 par le chevalier de Clerville aux États de Languedoc et au diocèse de Narbonne.
Vauban s'y intéressa dès 1684 et reconnu ce canal comme d'un grand intérêt, un arrêt du roi du 19 février 1685 en ordonna l'examen, et un autre arrêté daté du 2 juillet 1686 en décida l'exécution. Mais sa construction débutée en 1690 a été un modèle de lenteur, de multiples obstacles arrêtèrent les travaux à plusieurs reprises. 
Ce fut Arthur Richard Dillon, dernier archevêque de Narbonne, qui s'émut qu'après un siècle le projet n'eut toujours pas abouti. Président-né des États de Languedoc, il fit voter par ceux-ci les crédits nécessaires à la finalisation du projet. Les travaux reprirent donc en 1775, sous la direction de l'architecte Bertrand Garipuy. Le canal fut achevé en 1780, soit presque cent ans après la décision de sa construction.
Les sept écluses du canal de Jonction sont aménagées au gabarit Freycinet à la fin des années 1970.

## Liste des écluses
| # | Nom                       | Coordonnées                 | Distance (km) | Altitude (m) | Image |
| - | ------------------------- | --------------------------- | ------------- | ------------ | ----- |
| 1 | Écluse de Cesse           | 43° 16′ 54″ N, 2° 55′ 26″ E | 0.3           | 32           |       |
| 2 | Écluse de Truilhas        | 43° 16′ 38″ N, 2° 55′ 44″ E | 1             | 28           |       |
| 3 | Écluse d'Empare           | 43° 16′ 20″ N, 2° 56′ 03″ E | 1.6           | 26           |       |
| 4 | Écluse d'Argelliers       | 43° 16′ 03″ N, 2° 56′ 20″ E | 2.3           | 24           |       |
| 5 | Écluse de Saint-Cyr       | 43° 15′ 46″ N, 2° 56′ 39″ E | 3             | 22           |       |
| 6 | Écluse de Sallèles-d'Aude | 43° 15′ 27″ N, 2° 56′ 59″ E | 3.7           | 20           |       |
| 7 | Écluse de Gailhousty      | 43° 14′ 52″ N, 2° 57′ 21″ E | 4.9           | 15           |       |

## Galerie

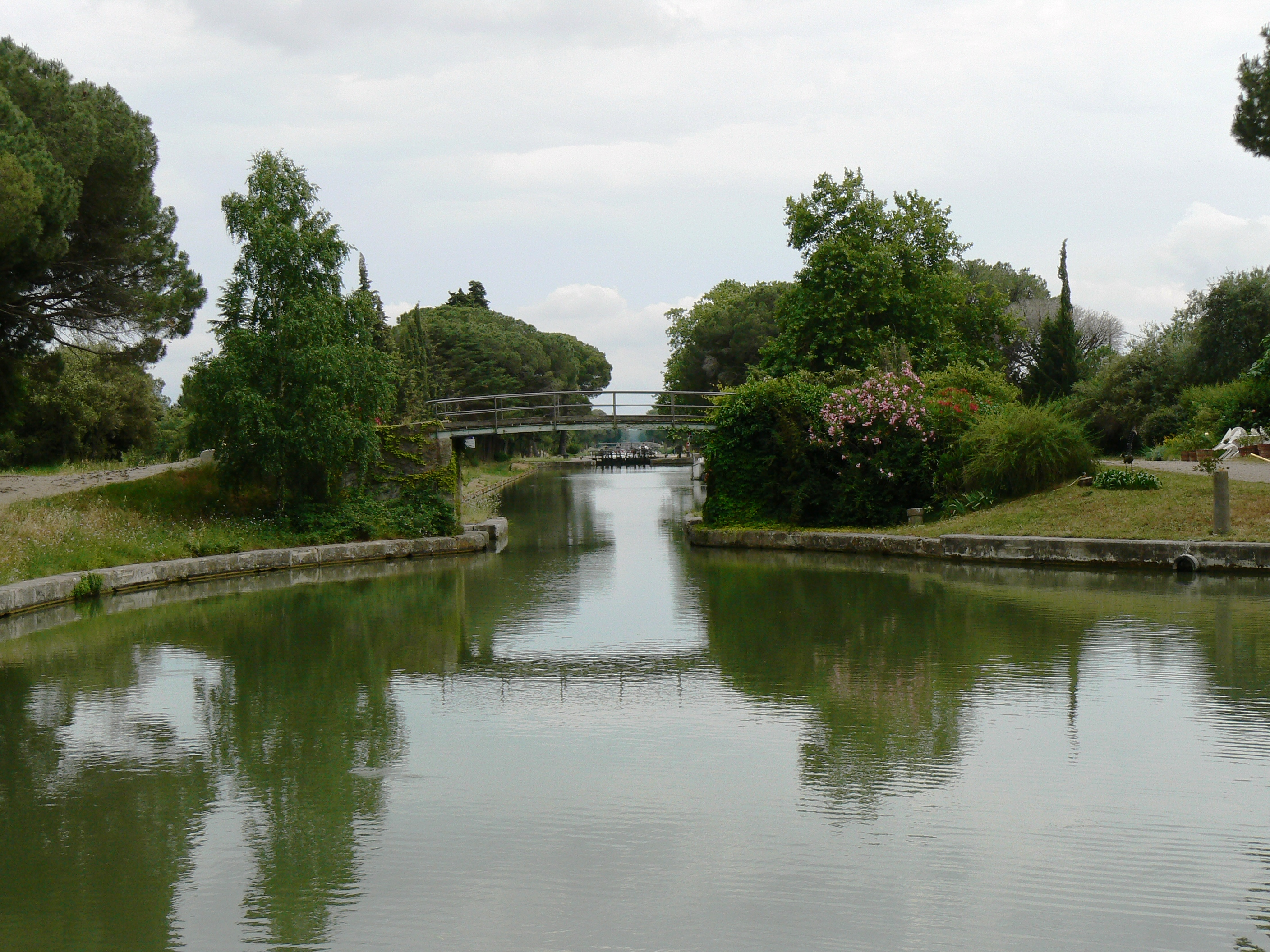
Canal du Midi et début du canal de Jonction.
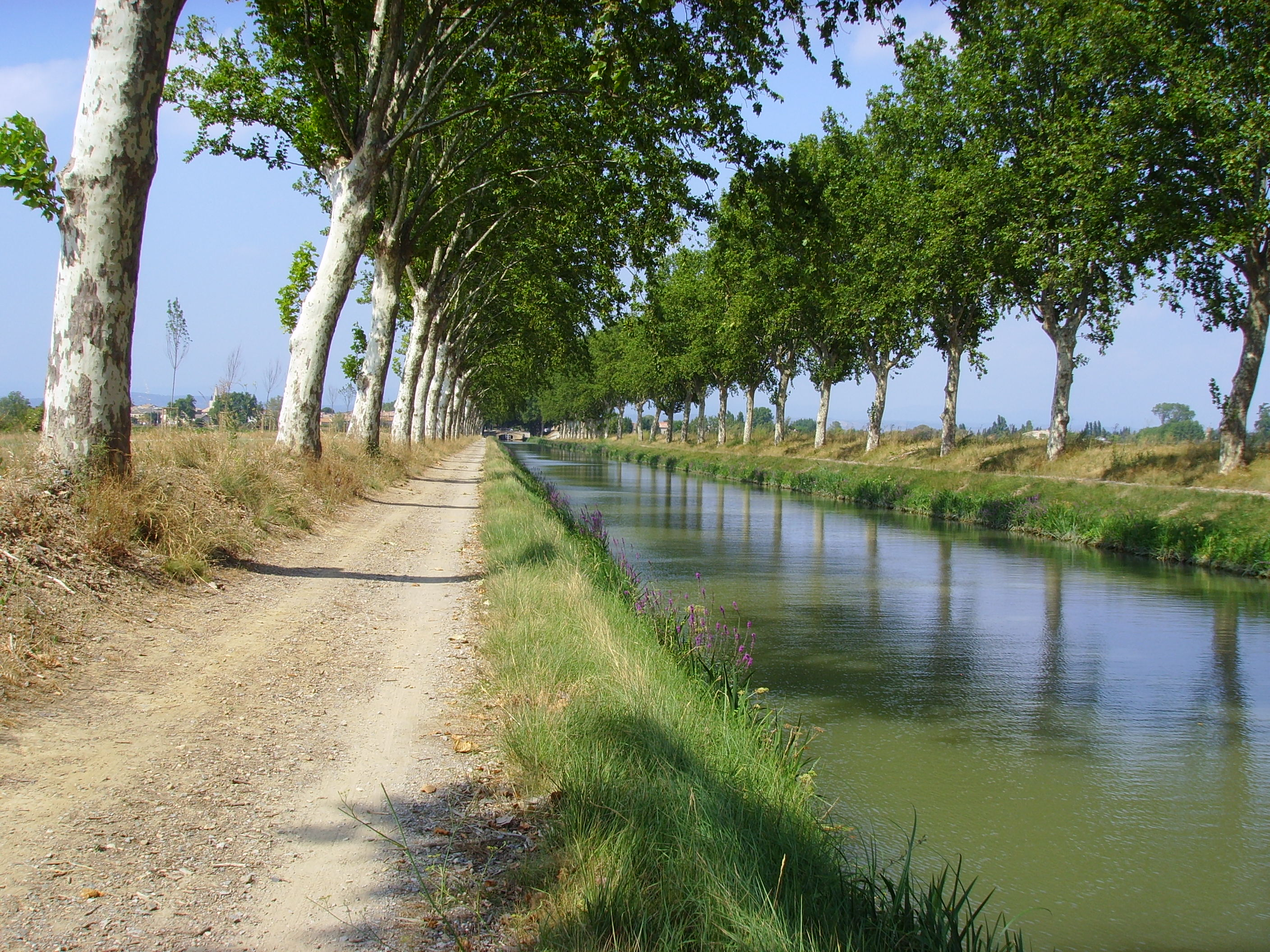
Le canal de Jonction et le chemin de halage.
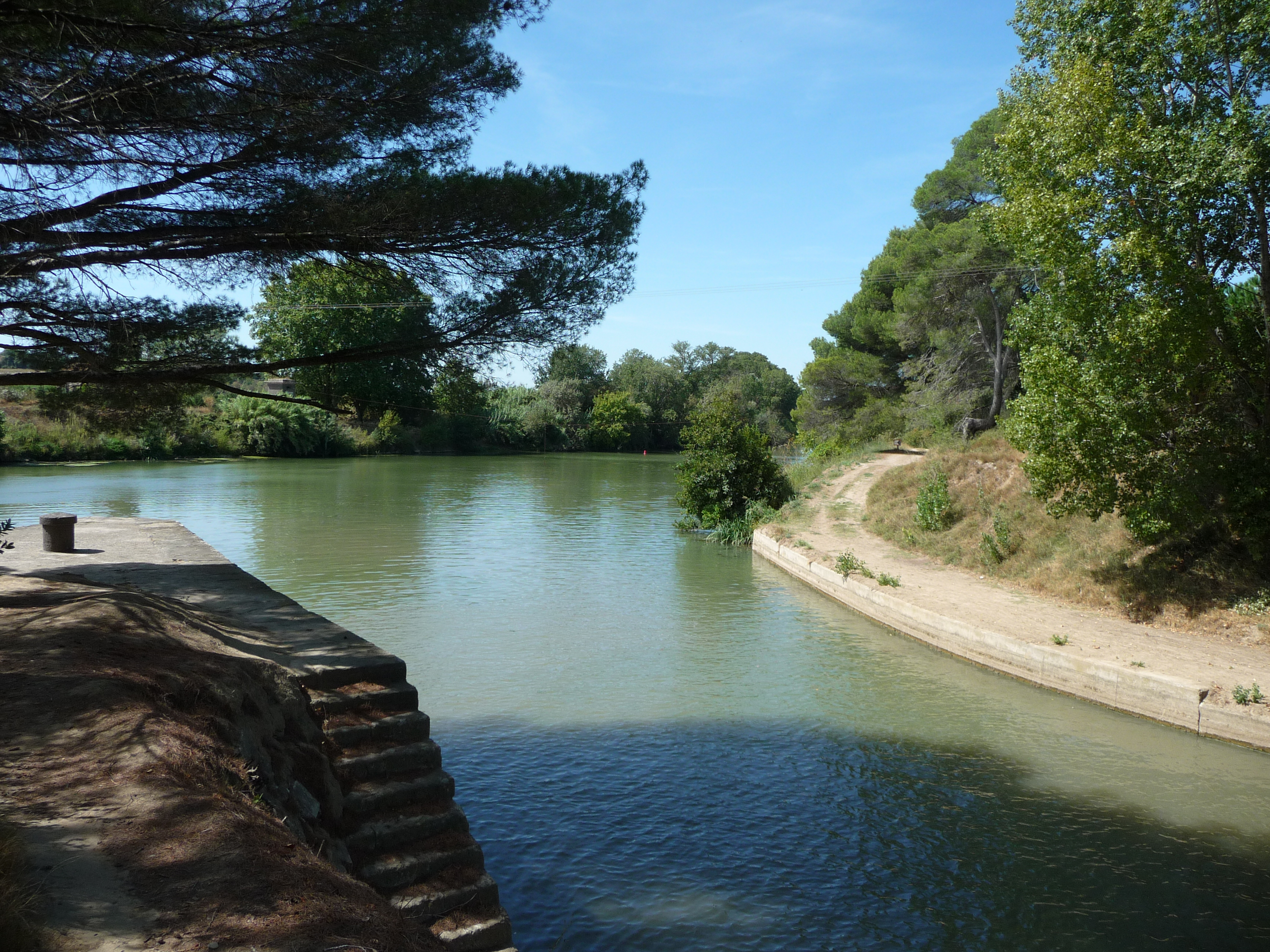
Le canal de Jonction rejoint l'Aude.
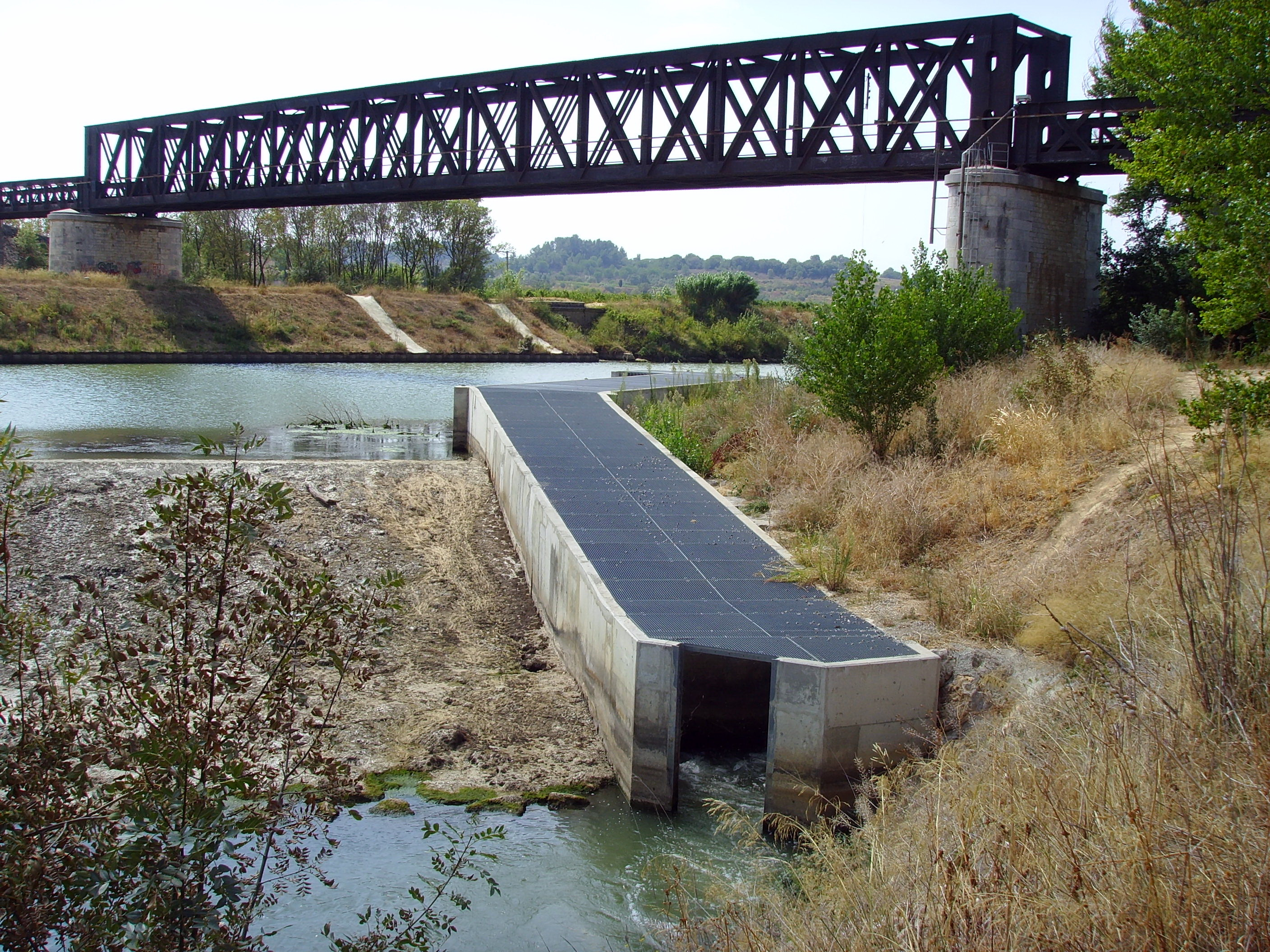
Échelle à poissons du seuil de Moussoulens et viaduc ferroviaire sur l'Aude.